# 1991 au Liban
Chronologie du Liban
- 1987
- 1988
- 1989
- 1990
- 1991
- 1992
- 1993
- 1994
- 1995

Cet article présente les faits marquants de l'année 1991 au Liban ou concernant ce pays.

## Évènements
- 6- 7 février : l'armée libanaise se déploie dans le sud du pays[1].
- 30 avril : échéance du délai accordé aux milices pour se dessaisir de leur armement lourd. Elles en évacuent une partie dans les pays amis ou des zones incontrôlées[1].
- 15 mai : le gouvernement libanais valide un un projet de traité « de fraternité, de coopération et de coordination » avec la Syrie qui en fait consacre l'hagamonie de la Syrie sur le Liban[2].
- Juillet : les Palestiniens du Liban-Sud sont désarmés et l'OLP pratiquement interdite. L'entrée de l'armée libanaise dans la zone sous le contrôle de la FINUL entraîne la réaction d'Israël.
- 6 août : vers un règlement du problème des otages occidentaux, le Jihad islamique annonce l'envoi d'un message au secrétaire général de l'ONU[2].
- 26 août : adoption par le parlement libanais d'une loi d'amnistie couvrant la période de la guerre depuis 1975[2].
- 28 août : à la suite de l'amnistie, le général Michel Aoun, réfugié à l'ambassade de France, est autorisé à quitter le Liban[2].
- Automne : les milices évacuent l'agglomération de Beyrouth.
- 21 décembre : Omar Karamé forme un gouvernement dans lequel certains chefs de milices obtiennent des portefeuilles (Samir Geagea, Elias Hobeika, Walid Joumblatt, Soleimane Frangié). La stabilisation politique est rétablie au début 1992.